# Alcyone (ópera)
Alcyone (Alcíone) es una ópera (tragédie en musique) en cinco actos y un prólogo, con música del compositor francés Marin Marais y libreto de Antoine Houdar de la Motte, basado en el mito griego de Ceix y Alcíone tal como lo cuenta Ovidio en sus Metamorfosis. Se estrenó el 18 de febrero de 1706 por la Académie royale de musique  en el Teatro del Palais-Royal  de París.
La partitura es particularmente famosa por la escena de la tormenta (tempête) del acto IV. La Marche pour les Matelots, también parte de este movimiento, se convirtió en popular como tema para danza, y es la base del villancico navideño Masters in this Hall.

## Personajes
| Personaje                              | Tesitura     | Reparto del estreno                            |
| -------------------------------------- | ------------ | ---------------------------------------------- |
| Alcyone                                | soprano      | Marie-Louise-Antoinette Desmatins              |
| Ceix                                   | haute-contre | Marin Boutelou "fils" (Marin Boutelou el hijo) |
| Pelée (Peleo)                          | barítono     | Gabriel-Vincent Thévenard                      |
| Sommeil (Sueño)                        | haute-contre | Pierre Chopelet                                |
| Pan / Phorbas (Forbas) / Marinero jefe | bajo         | Jean Dun "pére" (Jean Dun el padre)            |
| Tmole / Sumo Sacerdote / Neptuno       | bajo         | Charles Hardouin                               |
| Phosphore                              | haute-contre | Robert Lebel                                   |
| Marinero/Morphée                       | haute-contre | Louis Mantienne                                |
| Apollon                                | haute-contre | Jacques Cochereau                              |

## Sinopsis

### Prólogo

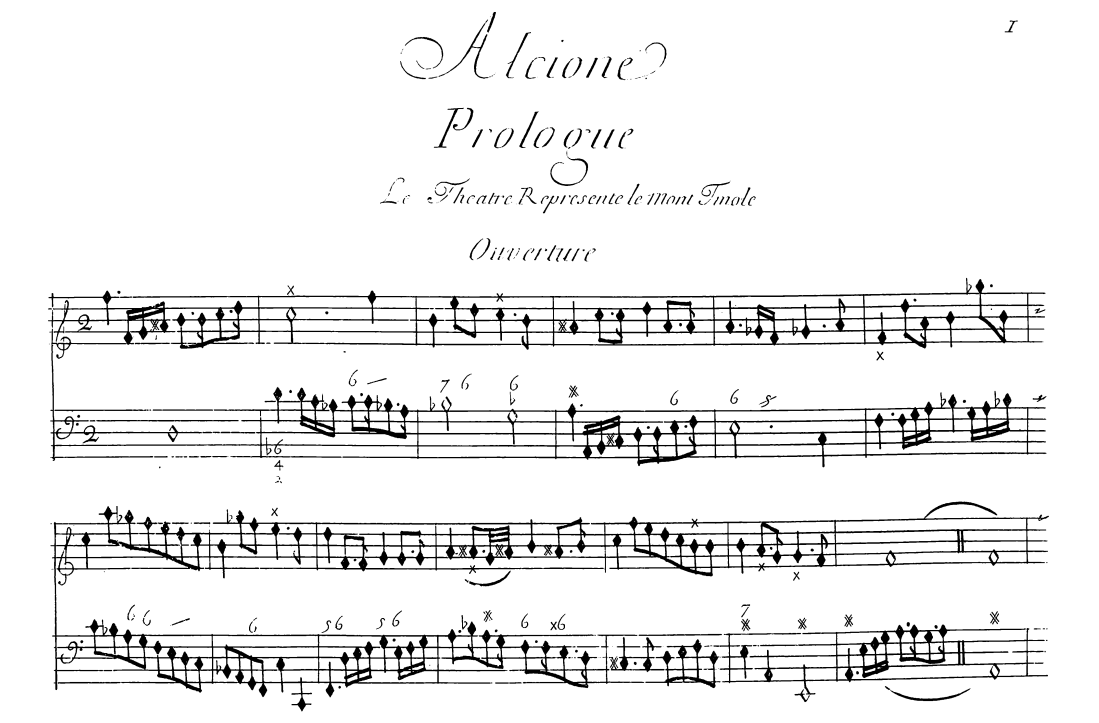
Principio de la obertura (melodía y bajo cifrado).

El dios de la montaña Tmolo decide que se celebre una competición musical entre Pan y Apolo en favor de este último. Apolo desea que vuelva el reino de la paz al mundo, simbolizado por los alciones. 

### Acto I
Ceix, rey de Traquinia, y Alcíone, hija de Eolo, tienen que casarse. Peleo, el mejor amigo de Ceix, también está enamorado de Alcíone. La ceremonia nupcial queda perturbada por la magia de Forbas, cuyos antecesores en el pasado gobernaron Traquinia, y que está inclinado a vengarse de Ceix.

### Acto II
Ceix va a la cueva de Forbas para pedirle que detenga sus malvados hechizos. Pero Forbas le dice a Ceix que debe visitar el oráculo de Apolo en la isla de Claros para oír el veredicto del dios. En realidad, es un plan de Forbas para que muera Ceix.

### Acto III
Ceix se hace a la mar desde el puerto de Traquinia. Forbas le dice a Peleo que ha arreglado el viaje de manera que Peleo quede libre para cortejar a Alcíone él mismo. Pero la conciencia de Peleo queda perturbada cuando ve a Alcíone desmayarse por la marcha de Ceix.

### Acto IV

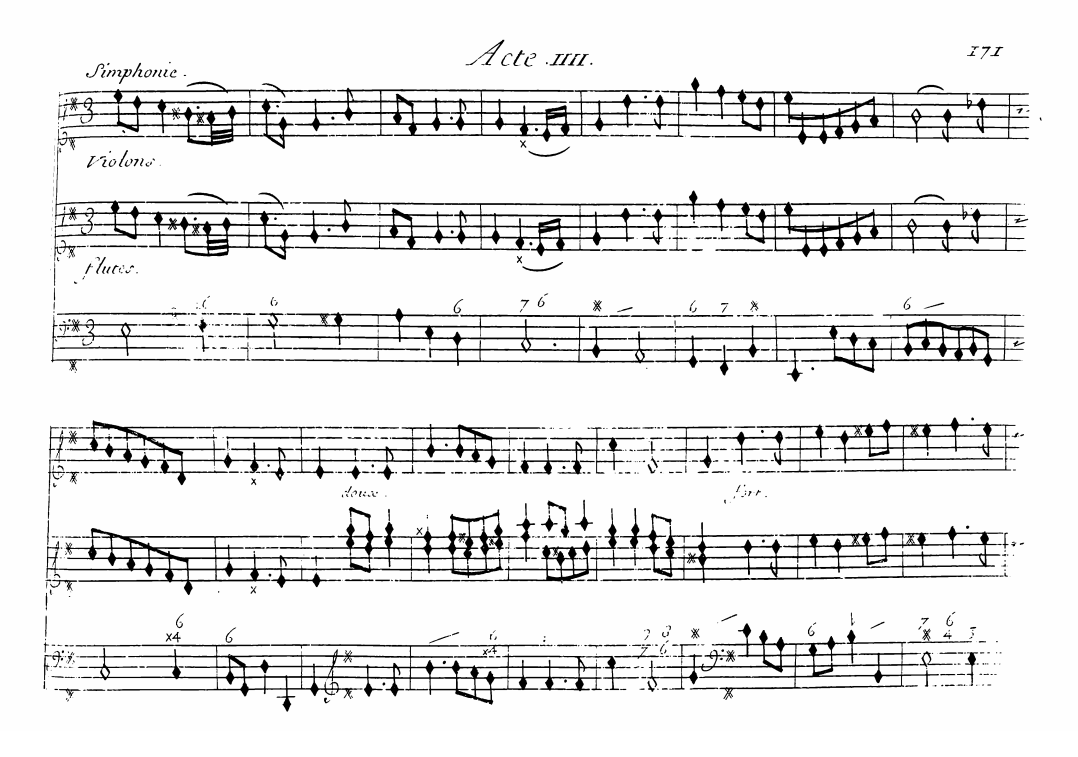
Sinfonía del Sueño: pasaje tranquilo que contrasta con el de la tormenta subsiguiente (violines, flautas y bajo cifrado).

Alcíone marcha al templo de Juno para rezar por el retorno seguro de Ceix. Se queda dormida y entonces, influida por el Sueño, tiene una visión onírica del barco en un mar tormentoso.

### Acto V
Alcíone tiene muchos presentimientos. Peleo le confiesa su amor, y ella se avergüenza tanto que él le ofrece matarse. Alcíone ve un cuerpo arrastrado por el mar a la playa y, creyendo que es de Ceix, se mata arrojándose sobre una espada. Pero Neptuno devuelve a los amantes a la vida y les encarga ocuparse de calmar las aguas del mar. 

## Grabaciones
- Alcione (intégrale) - Jennifer Smith (Alcyone) ; Gilles Ragon (Ceix) ; Philippe Huttenlocher (Pelée) ; Jean-Paul Fouchécourt (Apollon, Le Sommeil) ; Véronique Gens (2e Matelotte, La Prêtresse) ; Bernard Deletré (Tmole, Le Grand Prêtre) ; Les Musiciens du Louvre, dir. Marc Minkowski (janvier 1990, 3 CD Erato « Musifrance » 2292-45522-2)OCLC 26141244)
- Alcione, Suite des Airs à joüer (1706) - Le Concert des Nations, dir. Jordi Savall (décembre 1993, Astrée E8525 / SACD AliaVox AVSA99003 )OCLC 981305633 et 971745976)
- Alcione (intégrale) - Lisandro Abadie, Marc Mauillon, Cyril Auvity, Le Concert des nations, dir. Jordi Savall, 3 SACD Alia Vox 2020